# Oliver, Wisconsin
Oliver är en ort i Douglas County i delstaten Wisconsin, USA.